# Aleksandar Maric
Aleksandar Maric (* 7. November 1999 in Steyr) ist ein österreichischer Fußballspieler.

## Karriere
Maric begann seine Karriere beim SK Vorwärts Steyr. Im Juni 2016 spielte er erstmals für die Zweitmannschaft von Steyr in der siebtklassigen 1. Klasse. Bis Saisonende kam er zu zwei Einsätzen für Steyr II. In der Saison 2016/17 kam er zu 19 Einsätzen in der siebthöchsten Spielklasse und stieg zu Saisonende mit Steyr II in die sechstklassige Bezirksliga auf.
In dieser kam er jedoch nur noch zu einem Einsatz, woraufhin er in der Winterpause der Saison 2017/18 zum Ligakonkurrenten ASV Bewegung Steyr wechselte. Für Bewegung kam er bis Saisonende zu zehn Einsätzen, in denen er ein Tor erzielte. In der Spielzeit 2018/19 absolvierte er 20 Spiele für Bewegung Steyr.
Zur Saison 2019/20 kehrte er zu den Amateuren von Vorwärts Steyr zurück. Im Mai 2020 erhielt er bei Vorwärts einen bis Juni 2022 laufenden Vertrag und rückte in den Kader der ersten Mannschaft auf. Sein Debüt in der 2. Liga gab er im Juni 2020, als er am 23. Spieltag der Saison 2019/20 gegen den SKU Amstetten in der 87. Minute für Mirsad Sulejmanović eingewechselt wurde. Insgesamt kam er zu zwölf Zweitligaeinsätzen für Steyr.
Im Jänner 2023 wechselte Maric zur viertklassigen Union Dietach.